# Nathalie De Vos
Pour les articles homonymes, voir De Vos.
Nathalie De Vos, née le 9 décembre 1982 à Gand, est une athlète belge.

## Carrière
Nathalie De Vos obtient la médaille d'or du 5 000 mètres aux Championnats de Belgique d'athlétisme 2005. Elle remporte le marathon d'Eindhoven en 2016. Septième des Championnats d'Europe de cross-country 2006, elle est 11e du 10 000 mètres féminin aux championnats du monde d'athlétisme 2007 et 24e du 10 000 mètres féminin aux Jeux olympiques d'été de 2008.